# 青木優也
青木 優也（あおき ゆうや、1996年9月10日 - ）は、日本のプロレスラー。血液型B型。神奈川県横浜市都筑区出身。大日本プロレス所属。

## 経歴
2016年4月1日、大日本プロレスに入門。
2017年1月17日、上野恩賜公園大会の対岡林裕二戦でデビュー。
6月4日、宮城県・夢メッセみやぎ大会、BJWジュニアヘビー級王座・初代王者決定リーグ戦として行われたvs忍戦にて初勝利。
8月22日、上野恩賜公園大会において、吉野達彦、関札皓太とのタッグで忍、橋本和樹、野村卓矢と対決。吉野が野村をアスリート・ジャーマン・スープレックス・ホールドでフォールして吉野組が勝利。
9月20日、後楽園ホール大会において、初勝利の相手でもあるBJW認定ジュニアヘビー級王者・忍から再び直接ピンフォール。
11月11日、後楽園ホール大会において、忍が保持するBJW認定ジュニアヘビー級王座に初挑戦するも敗戦。
2019年、プロレスリングZERO1主催の第19回火祭りに初出場。
9月15日、横浜文化体育館大会において、TAJIRIが保持するBJW認定ジュニアヘビー級王座に挑戦。ブルーストームで勝利し初のタイトル獲得。
2020年10月21日、後楽園ホール大会において1年余り保持していたBJW認定ジュニアヘビー級王座から陥落。試合後にヘビー級転向を宣言した。
高校は4年で卒業。
2023年年5月4日、横浜武道館大会において、岡林裕二が保持する BJW認定世界ストロングヘビー級王座に挑戦。タイガー・スープレックス・ホールドで勝利し第21代新王者となる。

## 得意技
- タイガースープレックス
- ランニングエルボー
- スワンダイブ式ミサイルキック
- ブルーストーム（変形逆さ抑え込み）
- 袈裟斬りチョップ

## タイトル歴
大日本プロレス
- 第4代BJW認定ジュニアヘビー級王座
- 第21代BJW認定世界ストロングヘビー級王座

## 人物
- 中学時代（横浜市立中川中学校）は野球部、高校時代（神奈川県立神奈川工業高等学校）は相撲部で活動。
- 高校3年時、自身が出席した横綱・白鵬の講演会に同席した岡林裕二にスカウトされ、高校卒業を待って入団を決めた。
- 横浜市都筑区（池辺町）を拠点としている大日本にとって初となる地元出身の選手となる。